# Evangelische Kirche Langenselbold

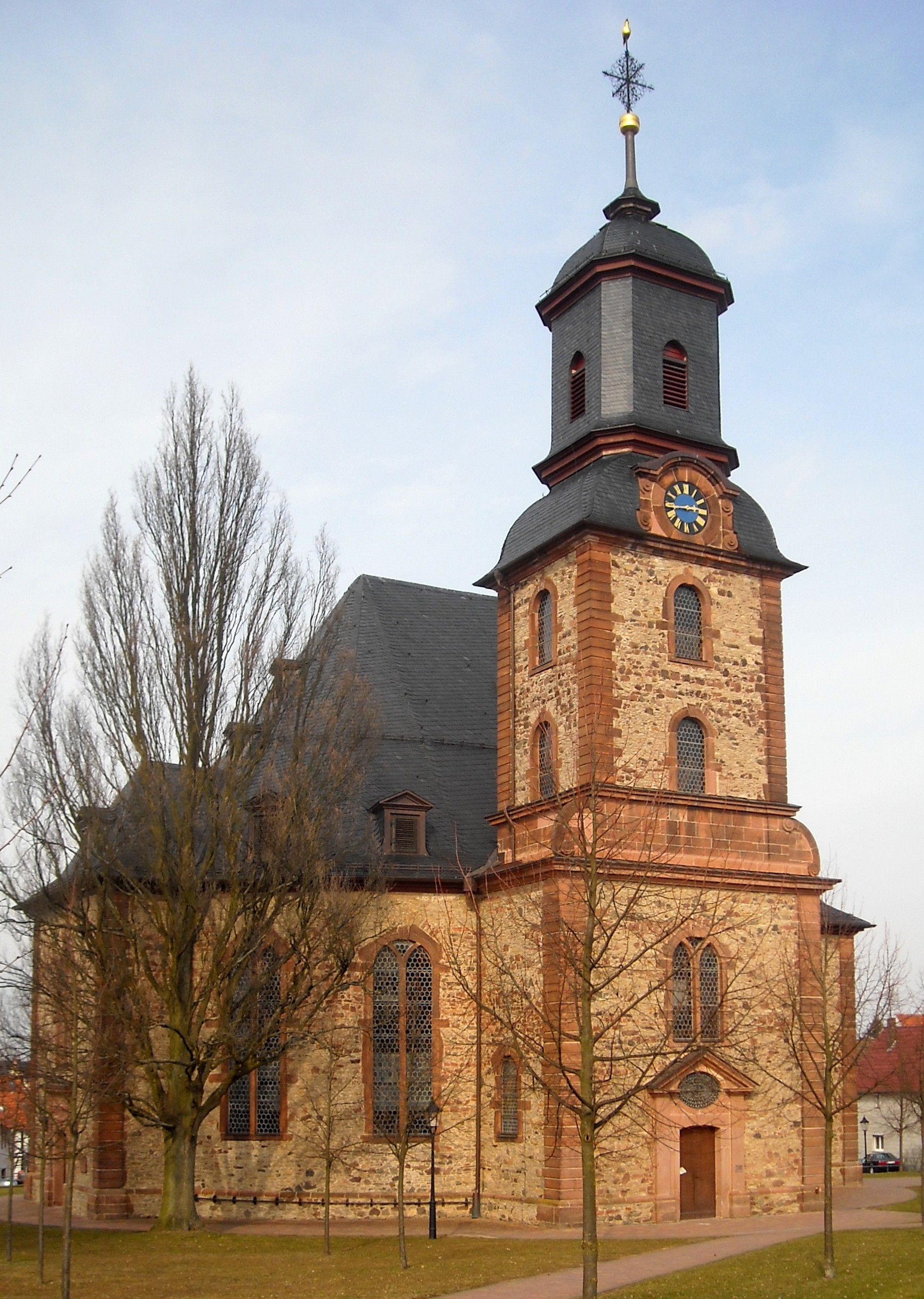
Evangelische Pfarrkirche Langenselbold

Die Evangelische Kirche in Langenselbold, einer Stadt im hessischen Main-Kinzig-Kreis, wurde in den Jahren 1727 bis 1735 errichtet. Die Kirchengemeinde gehört zum  Kirchenkreis Hanau der Evangelischen Kirche von Kurhessen-Waldeck.
Ihr Grundstein wurde am 23. Mai 1727 durch Graf Wolfgang Ernst von Isenburg-Birstein gelegt. Architekt war der Baumeister der benachbarten Grafschaft Hanau, Christian Ludwig Hermann, der an diesem Projekt und für das parallele Bauvorhaben des Schlosses Langenselbold für Graf Wolfgang Ernst arbeitete. Während des Baus der Kirche wurde der am Schloss offensichtlich unterbrochen. Kirche und Schlossanlage beziehen sich aufeinander.
Die Kirche entstand unverputzt in Buntsandstein-Bruchsteinmauerwerk. Der Grundriss ist ein Oval mit vier Kreuzarmen. Der südliche Kreuzarm trägt den Turm, der damit in einer der Langseiten liegt und die Querkirchen-Form des Grundrisses betont. Ein Eingang befindet sich in jedem der vier vorspringenden Kreuzarme. Im Innern ist der Raum querorientiert. Die Kanzel liegt dem Haupteingang gegenüber an der Nordwand. Über dem Haupteingang, Altar und Kanzel gegenüber, lag die herrschaftliche Loge. Der Innenraum wird von einer mächtigen Empore mit bestimmt, die weit in den Raum hineinschwingt und im Westen und Osten zweigeschossig ist. Das Gebäude wird von einem hohen Zeltdach bekrönt. Deutlich lehnt sich dies an die Formensprache der Wallonisch-Niederländischen Kirche in der Neustadt Hanau und an die 1725 begonnene Reinhardskirche in Steinau an der Straße an, letztere ebenfalls von Christian Ludwig Hermann.
Das Gebäude ist im Wesentlichen in dem Zustand, in dem es errichtet wurde, erhalten. Das Innere der Kirche wurde jedoch mehrfach schon im 19. Jahrhundert verändert. Die farbigen Fenster stammen aus dem Jahr 1911. 1959/60 wurde massiv eingegriffen: Das alte Kirchengestühl wurde entfernt und die Kanzelwand verändert. Die letzte Renovierung erfolgte 2005/06.